# Malaysia International 2015
Die Malaysia International 2015 im Badminton fanden vom 10. bis zum 15. November 2015 in Alor Setar statt.

## Sieger und Platzierte
| Disziplin    | Gold                                        | Silber                                   | Bronze                                   |
| ------------ | ------------------------------------------- | ---------------------------------------- | ---------------------------------------- |
| Herreneinze  | Khosit Phetpradab                           | Soong Joo Ven                            | Fikri Ihsandi Hadmadi                    |
| Herreneinze  | Khosit Phetpradab                           | Soong Joo Ven                            | Iskandar Zulkarnain Zainuddin            |
| Dameneinzel  | Liang Xiaoyu                                | Dinar Dyah Ayustine                      | Ho Yen Mei                               |
| Dameneinzel  | Liang Xiaoyu                                | Dinar Dyah Ayustine                      | Gabriela Meilani Moningka                |
| Herrendoppel | Lin Chia-yu Wu Hsiao-lin                    | Lee Jhe-huei Lee Yang                    | Chooi Kah Ming Ow Yao Han                |
| Herrendoppel | Lin Chia-yu Wu Hsiao-lin                    | Lee Jhe-huei Lee Yang                    | Chang Ko-chi Liang Jui-wei               |
| Damendoppel  | Della Destiara Haris Rosyita Eka Putri Sari | Chayanit Chaladchalam Phataimas Muenwong | Savitree Amitrapai Pacharapun Chochuwong |
| Damendoppel  | Della Destiara Haris Rosyita Eka Putri Sari | Chayanit Chaladchalam Phataimas Muenwong | Joyce Wai Chi Choong Yap Cheng Wen       |
| Mixed        | Bodin Isara Savitree Amitrapai              | Hafiz Faizal Shella Devi Aulia           | Terry Hee Tan Wei Han                    |
| Mixed        | Bodin Isara Savitree Amitrapai              | Hafiz Faizal Shella Devi Aulia           | Tan Chee Tean Chow Mei Kuan              |